# En tierra de sueños (Parte 2)
En tierra de sueños (Parte 2) es el tercer álbum de estudio de Los Gardelitos. Fue registrado junto con Fiesta Sudaka (Parte 1) durante el otoño de 1999, pero editado en forma independiente el 1 de mayo de 2004, 12 días antes del fallecimiento de Korneta Suárez. Los Gardelitos se presentan finalmente el 25 de Mayo en Cemento, esta vez de la mano de Eli Suárez (voz y guitarra), Martín Ale (bajo y voz) y Horacio Ale (batería); inaugurando un nuevo ciclo como trío dentro de la historia del grupo. La presentación oficial del nuevo álbum se realiza el 3 de julio en República Cromañon frente a 2.500 personas. El disco dispone de 9 canciones de Korneta Suárez, a las que se suman un tema instrumental de Eli Suárez y un tema instrumental compuesto entre los cuatro integrantes de la primera etapa. Este material continua el concepto estético del anterior, de hecho es su segunda parte, aportando ciertos toques experimentales.

## Lista de canciones
1. Introducción sudaka
2. Estamos podridos
3. Los moais
4. Los querandíes
5. Anabel
6. Serás mi mujer
7. El reloj
8. Hay que enterrarlos vivos
9. Envuelto en llamas
10. Monoblock
11. La mamita

## Músicos
- Eduardo "Korneta" Suarez †: voz y guitarra acústica
- Eli Suarez: guitarra eléctrica y voz
- Bruno Suárez: batería
- Jorge Rossi: bajo